# Représentations diplomatiques en Italie

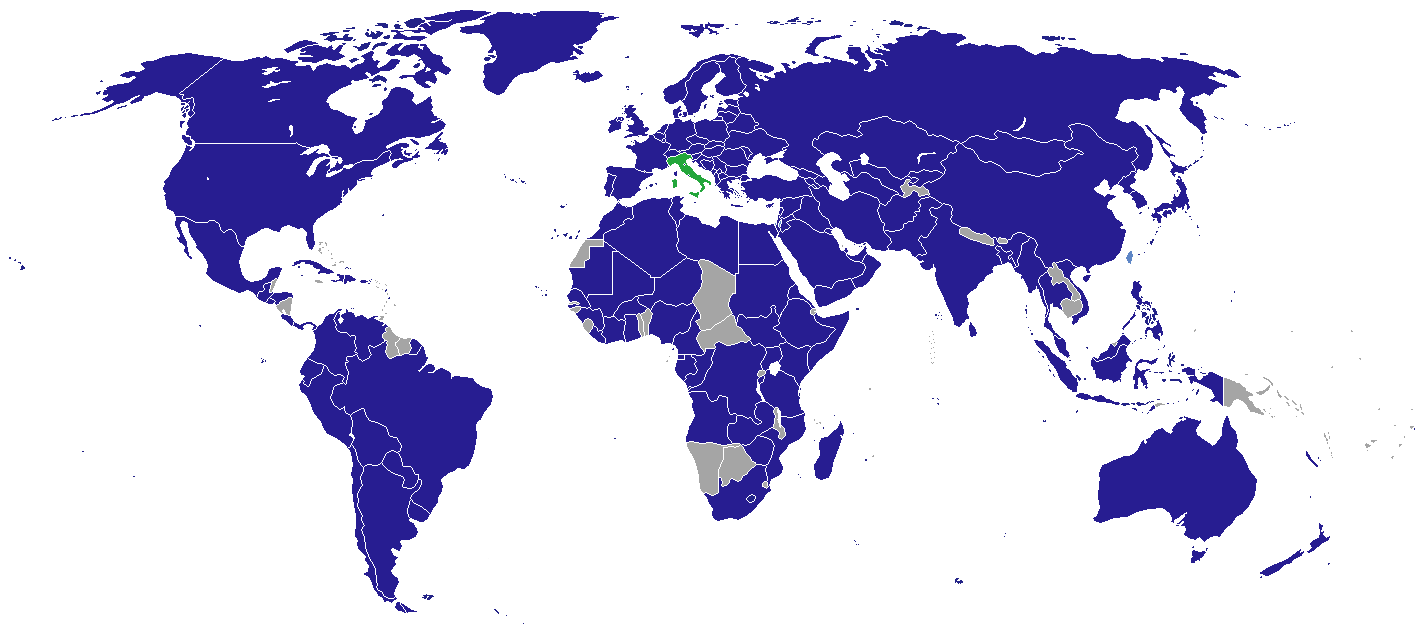
Carte des missions diplomatiques en Italie

Les représentations diplomatiques en Italie sont actuellement au nombre de 138. Il existe de nombreuses délégations et bureaux de représentations des organisations internationales et d'entités infranationales dans la capitale Rome.

## Ambassades à Rome
| - Afghanistan - Albanie - Algérie - Angola - Argentine - Arménie - Australie - Autriche - Azerbaïdjan - Bahreïn - Bangladesh - Biélorussie - Belgique - Bénin - Bolivie - Bosnie-Herzégovine - Brésil - Bulgarie - Burkina Faso - Burundi - Cameroun - Canada - Cap-Vert - Chili - Chine - Colombie - République démocratique du Congo - République du Congo - Costa Rica - Croatie - Cuba - Chypre - Tchéquie - Danemark - République dominicaine - Équateur | - Égypte - Salvador - Guinée équatoriale - Érythrée - Estonie - Éthiopie - Finlande - France - Gabon - Géorgie - Allemagne - Ghana - Grèce - Guatemala - Guinée - Haïti - Vatican - Honduras - Hongrie - Inde - Indonésie - Iran - Irak - Irlande - Israël - Côte d'Ivoire - Japon - Jordanie - Kazakhstan - Kenya - Kosovo - Koweït - Lettonie - Lesotho - Liban - Liberia | - Libye - Lituanie - Luxembourg - Madagascar - Malawi - Malaisie - Mali - Malte - Mauritanie - Mexique - Moldavie - Monaco - Mongolie - Monténégro - Maroc - Mozambique - Birmanie - Pays-Bas - Nouvelle-Zélande - Nicaragua - Niger - Nigeria - Corée du Nord - Macédoine du Nord - Norvège - Oman - Pakistan - Panama - Paraguay - Pérou - Philippines - Pologne - Portugal - Qatar - Roumanie - Russie | - Saint-Marin - Arabie saoudite - Sénégal - Serbie - Slovaquie - Slovénie - Somalie - Afrique du Sud - Corée du Sud - Espagne - Sri Lanka - Soudan - Suède - Suisse - Tanzanie - Thaïlande - Tunisie - Turquie - Turkménistan - Ouganda - Ukraine - Émirats arabes unis - Royaume-Uni - États-Unis - Uruguay - Ouzbékistan - Venezuela - Viêt Nam - Yémen - Zambie - Zimbabwe |